# Freizeitpark Lochmühle
Koordinaten: 50° 17′ 2″ N, 8° 35′ 1″ O
Der Freizeitpark Lochmühle ist ein Freizeitpark in Wehrheim in der Nähe von Bad Homburg vor der Höhe, nur wenige Kilometer entfernt von der Saalburg.
Auf etwa 160.000 m², einschließlich Parkplatz und Tierkoppeln, befinden sich verschiedene Attraktionen, ein landwirtschaftlicher Lehrpfad und ein landwirtschaftliches Museum.

## Lage
Die Lochmühle befindet sich im Tal des Erlenbachs am Eingang zum Köpperner Tal, in unmittelbarer Nähe des Limes und des ehemaligen Klosters Thron. Direkt an der Lochmühle befindet sich der Bahnhof Saalburg an der Bahnstrecke Friedrichsdorf–Albshausen, über die die Lochmühle aus dem Rhein-Main-Gebiet erreichbar ist.

## Geschichte
Auf dem Gelände des Freizeitparks Lochmühle finden sich die Überreste des Kleinkastells Lochmühle. Diese zeugen von der frühen Besiedlung der umliegenden Gegend.
Im Jahr 1253 wurde die Lochmühle erstmals erwähnt. Seit der Gründung des Klosters Thron war die Mühle diesem zinspflichtig. Das Kloster betrieb oberhalb der Lochmühle eine eigene Mühle, die „Sandelmühle“. Die Verlängerung des Mühlgrabens der Sandelmühle bildete den Mühlgraben der Lochmühle. Der Name Lochmühle wurde erstmals 1767 verwendet. Seine Bedeutung war „Mühle an der Grenze“. Die Grenzen waren in Waldgebieten durch „Lochbäume“, also eingekerbte Bäume, markiert. Bevor sich der Name Lochmühle einbürgerte, wurde die Mühle nach den jeweiligen Besitzern benannt. Vielfach sind sie aus den Aufzeichnungen des Klosters bekannt. So benennt ein Weistum aus dem Jahr 1482 die Mühle als „philips molne“ nach dem Besitzer Philip, 1539 wird die Mühle als „jostenmul“, also Mühle des Jost bezeichnet. Aus einer Urkunde von 1571 geht hervor, dass der Besitzer Dönges Grewen aus Rosbach und seine Frau Berta als Erbleihebetrag jährlich 14 Achtel Korn und ein Fastnachtshuhn an das Kloster abzuführen hatten.
Im Dreißigjährigen Krieg wurde die Mühle vollständig zerstört. Der Wiederaufbau kostete 230 Gulden, die eine Witwe Schärpf 1694 aufbrachte. 1767 war Philipp Colas Besitzer der – nun erstmals sogenannten – Lochmühle. In dessen Zeit fällt die Überlieferung vom „Heiden-Ernst“. Der Heiden-Ernst soll Anführer einer Bande von Räubern gewesen sein (die Bezeichnung „Heiden“ verweist darauf, dass die Bande zum großen Teil aus Zigeunern bestanden haben soll), die den Taunus unsicher machten. Am 3. April 1762 soll die Bande bei Würges die Postkutsche zwischen Köln und Frankfurt überfallen und einen Betrag von 40.000 Gulden erbeutet haben. Die Wehrheimer Bürgermiliz durchsuchte unter Wachtmeister Conrad Griedelbach die einsamen Gehöfte der Gemeinde und konnte die Bande auf der Lochmühle im Schlaf überraschen und festnehmen. Der Heiden-Ernst wurde nach Koblenz verbracht und dort hingerichtet.
Philipp Colas' Sohn und Nachfolger Wilhelm Colas wanderte mit 800 Gulden Schulden überschuldet nach Russland aus. Der Versuch, seinen hälftigen Anteil der Mühle zu versteigern, erwies sich jedoch als schwierig, da die Mühle nur einen Mahlgang hatte und baufällig war. 1804 wurde erneut über finanzielle Probleme des Pächters berichtet. Auch wenn der Pächter Konrad Heil weiterhin für die Getreidemühle mit 15 Morgen Landwirtschaft und einem Morgen Gartenland nur eine geringe Pacht von 15 Achtel Korn und 4 Gulden zahlen musste, reichten die Einnahmen nicht aus.

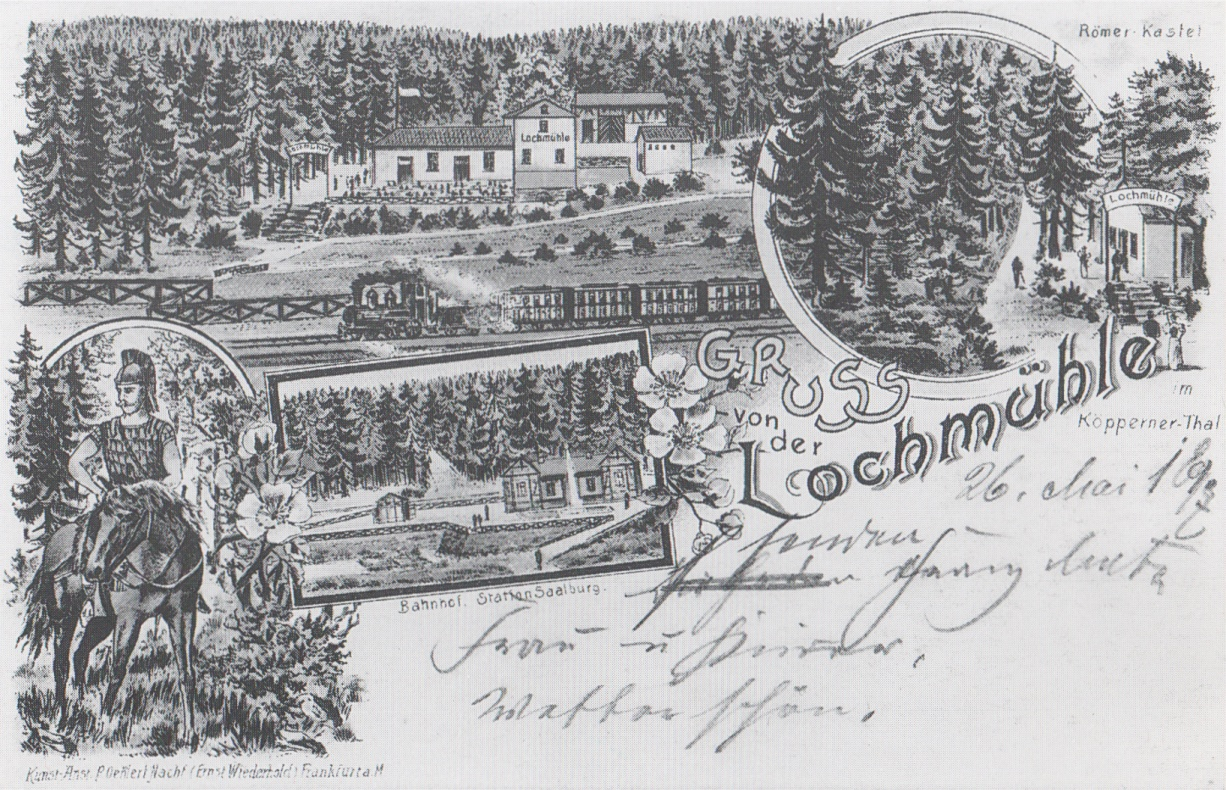
Lochmühle um 1900

Unter dem Müller Johann Heinrich Ernst, genannt Jean, wurde nach langen Verhandlungen die Erbleihe durch ein Eigentumsverhältnis ersetzt. Jean Ernst zahlte hierzu 1.290 Taler an den Nassauischen Zentralstudienfonds. 1856 brannte die Lochmühle vollständig nieder, wurde aber in den Folgejahren wieder aufgebaut. 1867 eröffnete Ernst als zweites Standbein eine Gastwirtschaft. 1873 heiratete Jean Ernsts Tochter Catharina Sophie Ernst den Wehrheimer Ziegelfabrikanten Willibrord Philipp Zwermann (genannt Ferdinand), den Urgroßvater der heutigen Besitzerin. Unter Ferdinand Zwermann wurde Anfang des 20. Jahrhunderts der Mühlenbetrieb stillgelegt und stattdessen ein Gasthaus betrieben. Später wurde sie als Gastwirtschaft Ziel für Ausflügler aus dem Rhein-Main-Gebiet. Hierzu trug insbesondere der Bahnanschluss direkt an die Lochmühle sowie der Wiederaufbau der Saalburg bei. 1906 entstand das Gästehaus mit Turm nach Plänen des Architekten von Basshysen. Mit dem Ersten Weltkrieg begann ein Niedergang des Tourismus im Taunus.
Nach dem Zweiten Weltkrieg wurde das Lochmühlenland landwirtschaftlich genutzt. Mit dem Kauf von Shetlandponys legte Theo Zwermann den Grundstein für einen Reiterhof, der bis Ende der 1970er Jahre zeitweise bis zu 70 Pferde beherbergte. Die auf dem Hof als Zusatzattraktion geschaffenen Spielgeräte und Grillplätze erfreuten sich schließlich immer größeren Zuspruchs. Daraus entwickelte sich ein eigenständiger Freizeitpark.

## Denkmalschutz
Das Hauptgebäude mit Turm sowie die angrenzenden Nebengebäude (links vom Zufahrtsweg) stehen als Kulturdenkmale unter Denkmalschutz.

## Attraktionen
- Römer-Parcours
- Elektrische Eselreitbahn
- Traktor-Schienenbahn
- Eichhörnchen-Achterbahn Familienachterbahn
- Komet Motorschaukel
- Nautic Jet
- Adlerflug
- Ponykarussell
- Trampolinanlage
- Riesen-Hüpfkissen
- Superrutsche (mit Kokosmatten)
- Streichelgehege
- Küken-Aufzuchtstation
- etwa 1000 Tiere
- Lochmill-Discoverer
- Helikopterbahn (pedalgetriebene Radlerbahn)
- Grillhütten/-plätze
- Minigolfplatz
- Autoscooter für Groß und Klein
- Allwetter-Spielhalle
- Entenkarussell
- Baumwipfel-Pfad
- Ziegenhüpfer

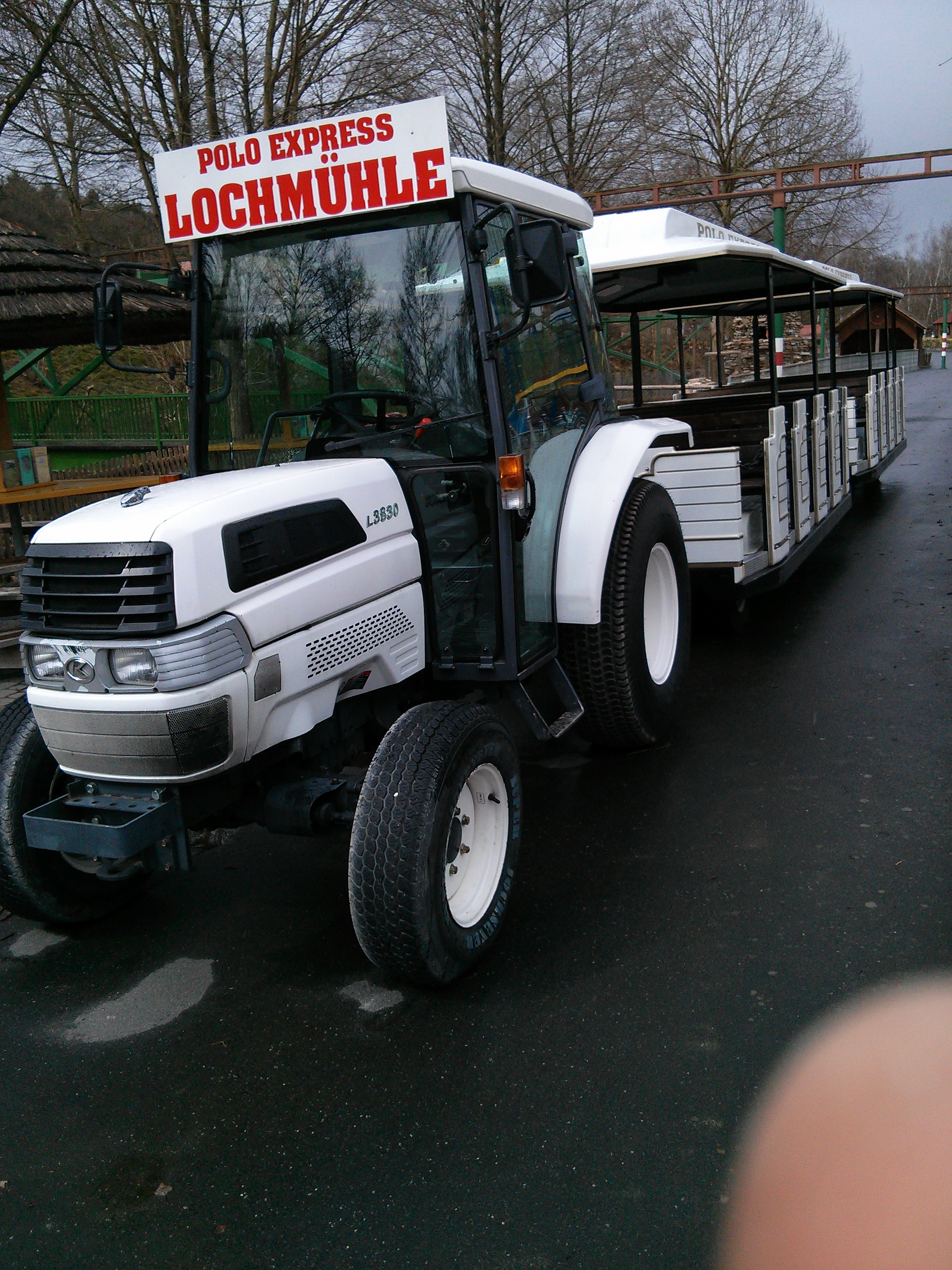
Polo Express
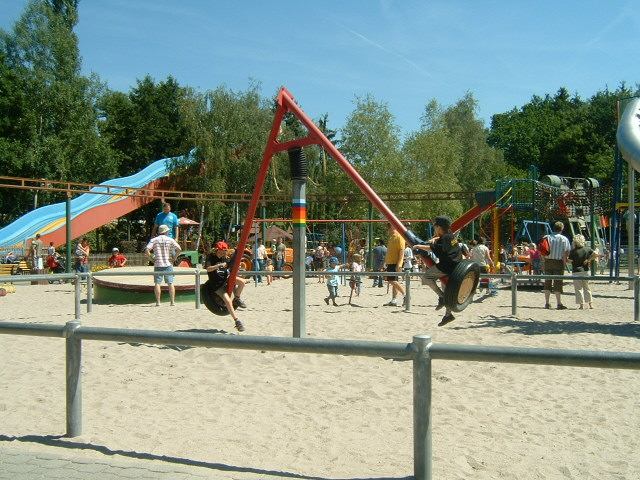
Spielplatz und Rutschbahn
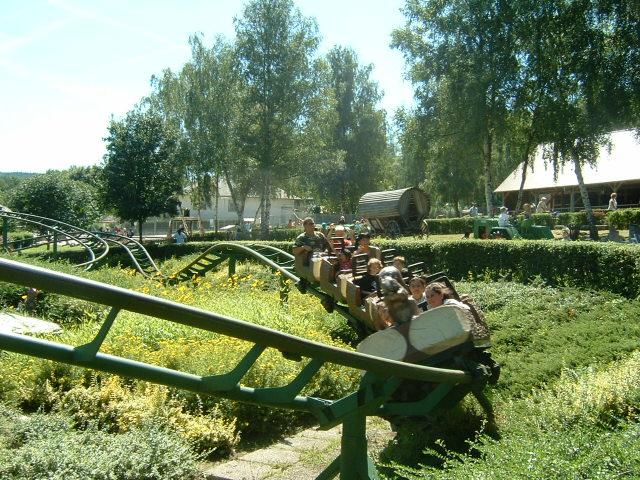
Familienachterbahn Eichhörnchen
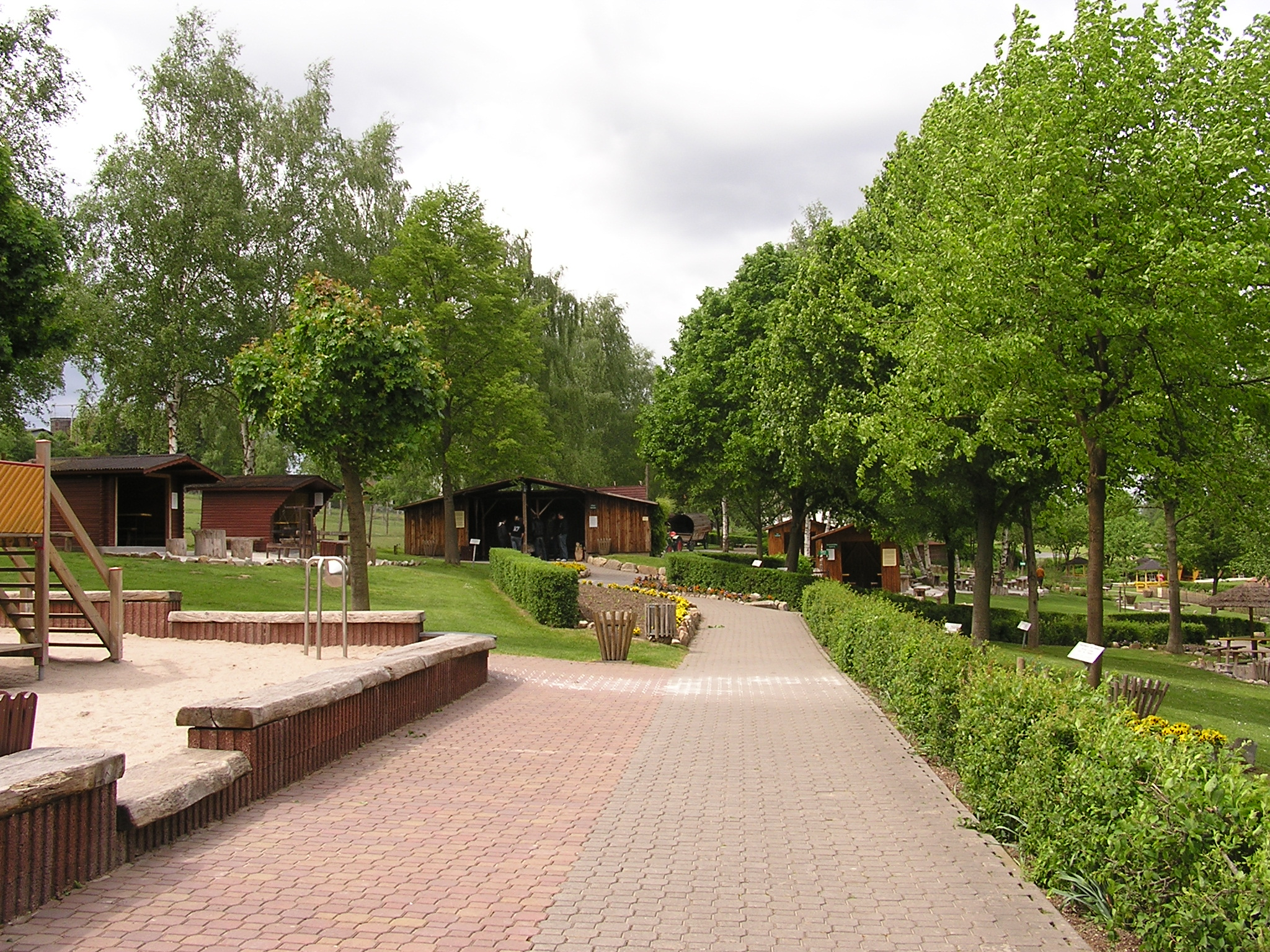
Grillhütten
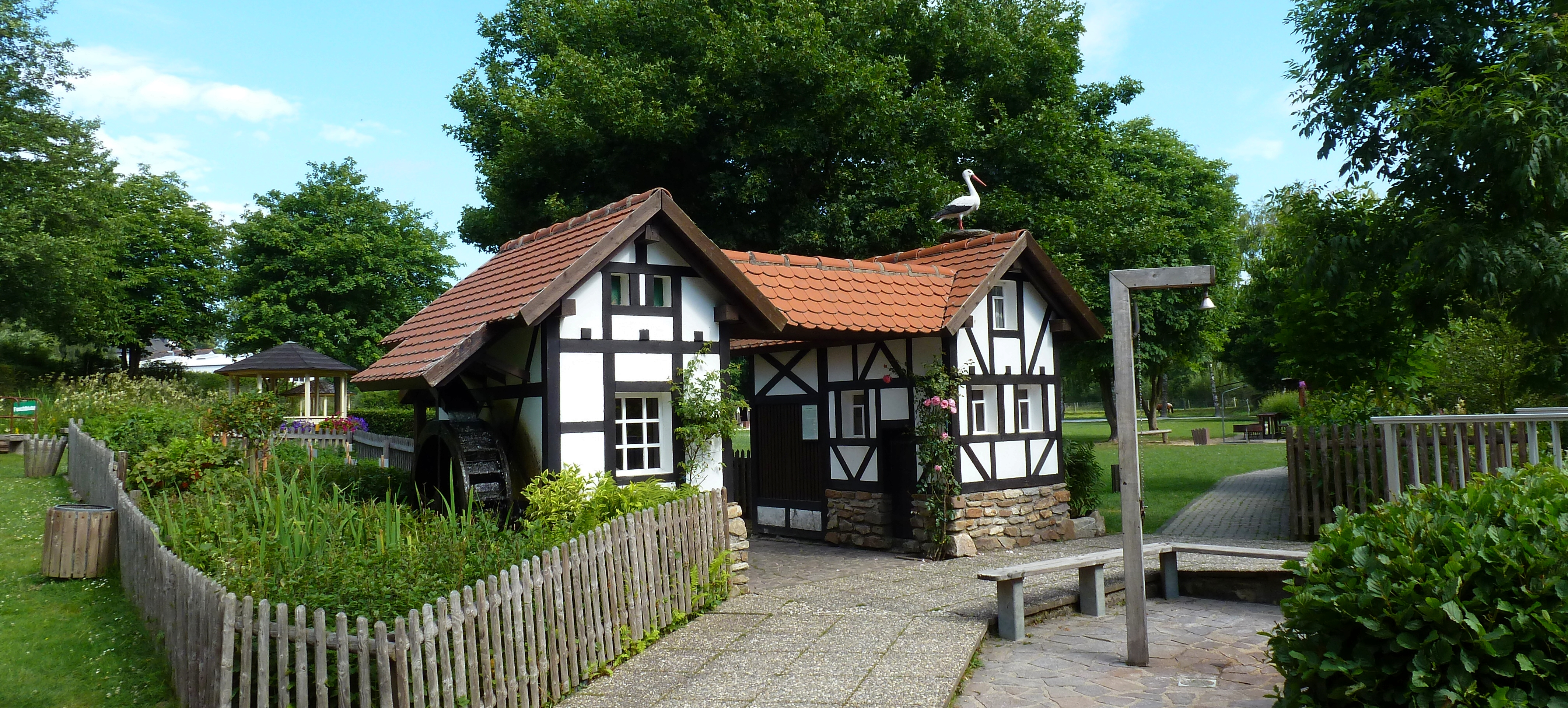
Fachwerkhaus
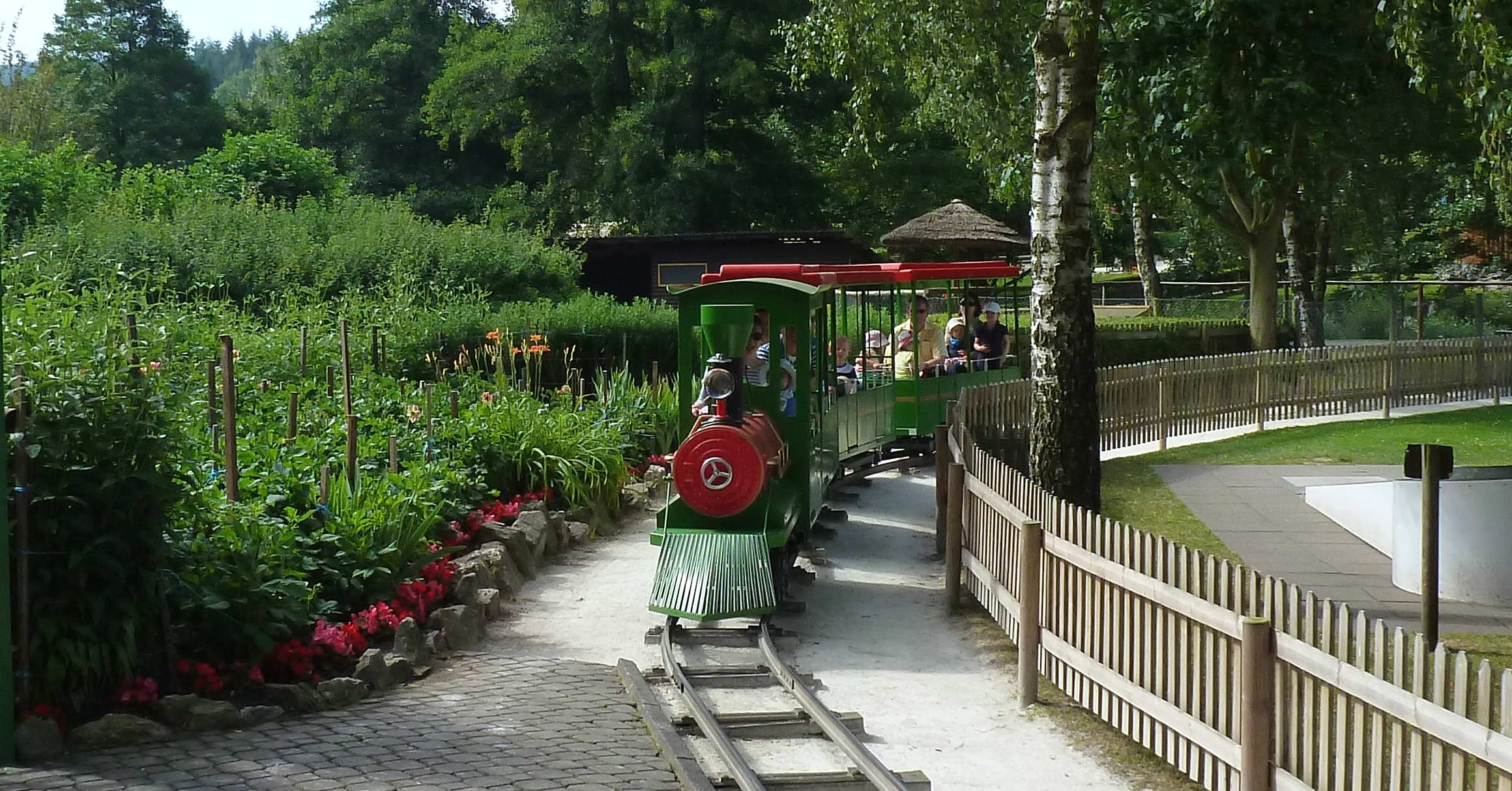
Western-Eisenbahn
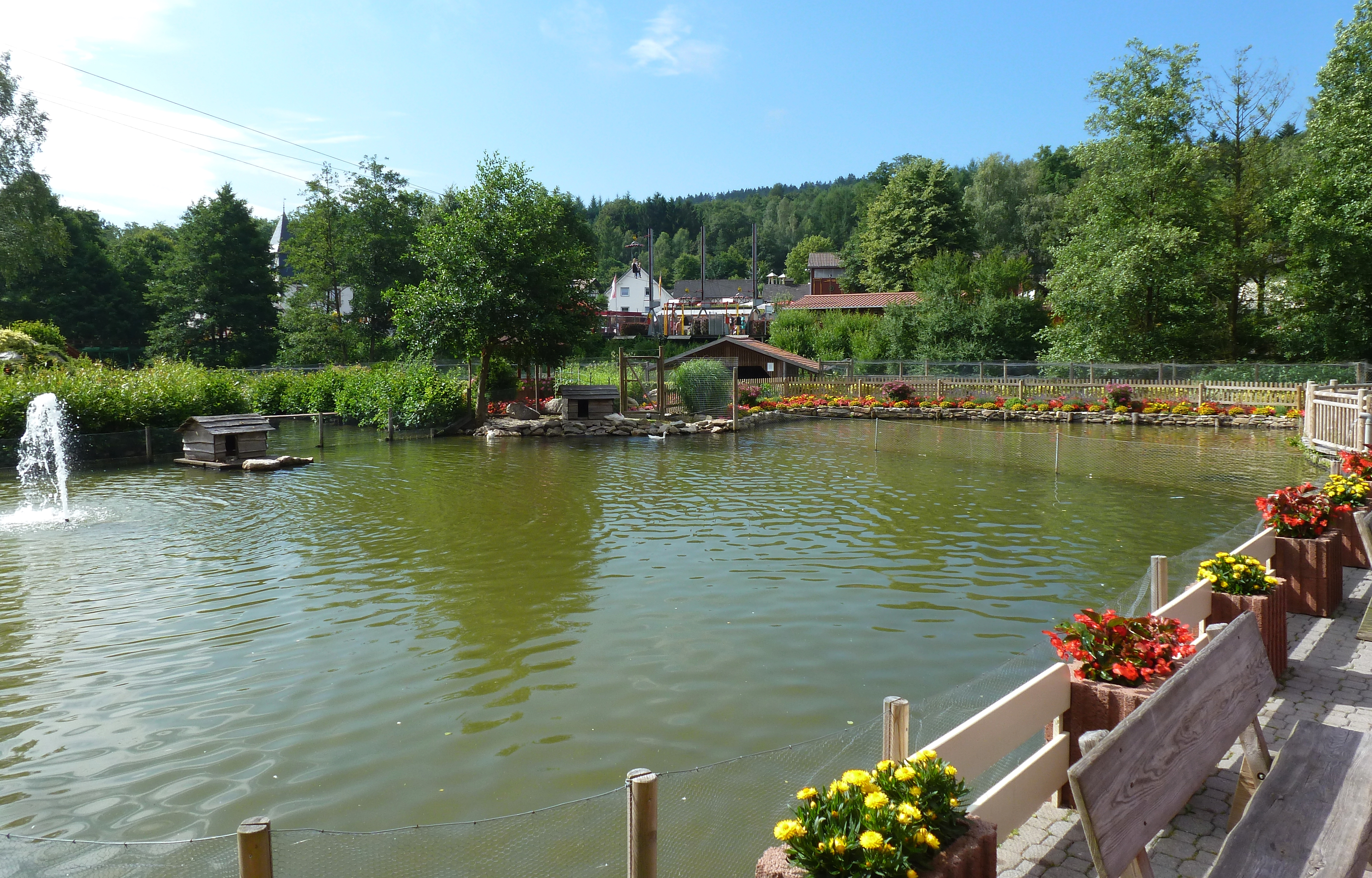
Teich
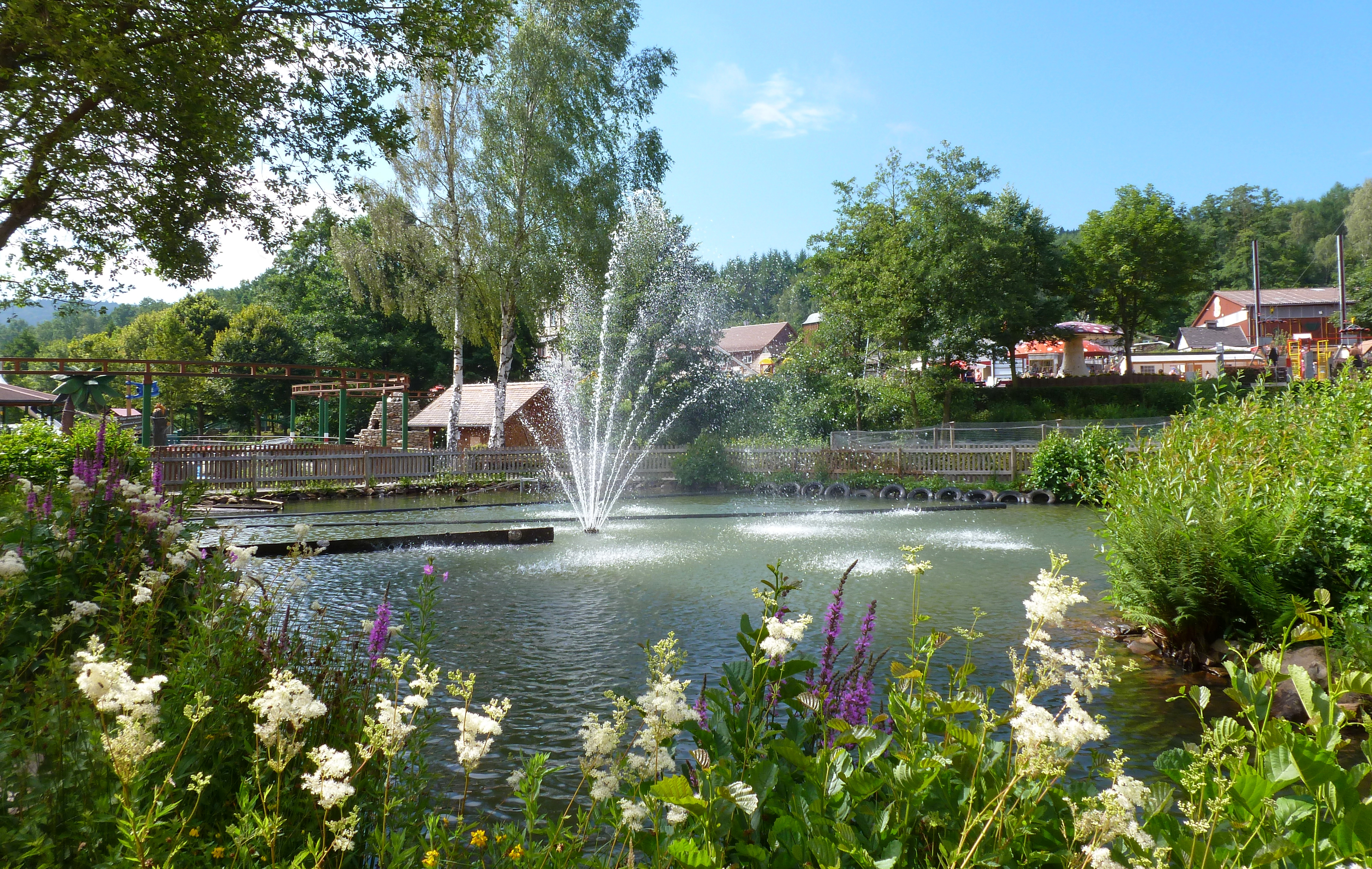
Fontäne